# William Shirley
William Shirley, född 1693 i Preston, Sussex, död 24 mars 1771 i Roxbury, Massachusetts var kunglig guvernör över Massachusetts Bay-provinsen 1741-1756 och över Bahamas 1758-1767.

## Massachusetts
Shirley läste vid Pembroke College, Cambridge och studerade juridik vid Inner Temple. 1731 flyttade han till Boston i Massachusetts, där släktförbindelser med Thomas Pelham-Holles gjorde honom till generaladvokat vid amiralitetsrätten. Politiska intriger upphöjde honom till kolonin Massachusetts guvernör 1741. Som guvernör planerade han den framgångsrika expedition, som  under Kung Georgs krig 1745 erövrade den franska fästningen Louisbourg. Shirley fick 1749 tjänstledigt för att i London lättare kunna förklara de utgifter han ådragit kronan under kriget och försvara sig mot de anklagelser som framfördes eftersom han auktoriserat pappersmynt för att finansiera kolonins krigsåtaganden. Med  Pelham-Holles stöd fick han sina utgifter godkända, men han ådrog sig dennes missnöje när i Paris gifte sig med en fransyska under sin klass. Shirley ville bli guvernör i kolonin New York, men fick återvända till Massachusetts 1753. Under det fransk-indianska kriget ledde han en expedition mot Fort Niagara 1755, men den kom aldrig längre än till Oswego där företaget rann ut i sanden, på grund av underhållsproblem och storskaliga deserteringar från provinstrupperna vilka demoraliserats sedan de nåtts av beskedet om Braddocks nederlag och död vid Monongahela. Shirley blev nu även militärbefälhavare i Nordamerika, men invecklade sig i en djupgående konflikt med chefen för det Brittiska Indiandepartementet, sir William Johnson och New Yorks guvernör vilket gjorde att han hemkallades 1756. Han efterträddes som militärbefälhavare av Lord Loudoun.

## Bahamas
Motgångarna under krigsåren 1755-56 hade tvingat Shirleys beskyddare Pelham-Holles att avgå som premiärminister, men när han återkom i ämbetet 1757 blev Shirley 1758 utnämnd till guvernör över Bahamas. Hans ämbetsperiod var ointressant, med bekämpande av smuggling, kyrkobyggande och renovering av guvernörsresidenset som viktigaste göromål. Det var bara 1765 års brittisk-amerikanska stämpellag som tillfälligt orsakade någon uppståndelse. Shirley efterträddes i ämbetet av sin äldste son 1767. Själv slog han sig ned utanför Boston med sin dotter och svärson.